# 科米薩里夫卡 (別列贊卡區)
47°1′10″N 31°18′17″E / 47.01944°N 31.30472°E
科米薩里夫卡（烏克蘭語：Комісарівка），是烏克蘭南部的村莊，隸屬尼古拉耶夫州的尼古拉耶夫區。該村面積8平方公里，海拔高度52米，2001年人口660，人口密度每平方公里82.5人。